# Archytas biezankoi
Archytas biezankoi là một loài ruồi trong họ Tachinidae.